# Färinger

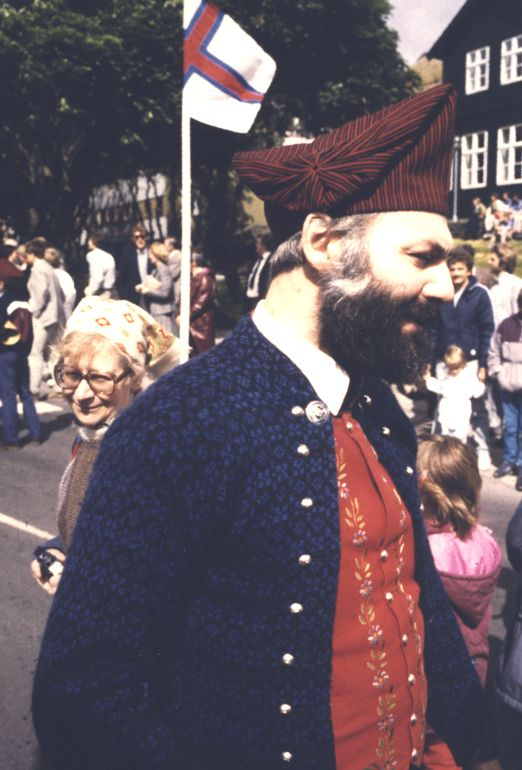
Ein Färinger in Tracht am Nationalfeiertag (1984)

Die Färinger (färöisch føroyingar [ˈføːrɪŋgar], Einzahl føroyingur [ˈføːrɪŋgʊr]), auch Färöer genannt, sind ein nordgermanisches Volk, das die färöische Sprache spricht. Die Färöer-Inseln haben 54.000 Einwohner, von denen die meisten Färinger sind. Etwa 45.000 Färinger leben auf den Färöern, aber auch 12.000 in Dänemark und etwa 5.000 in anderen Ländern.

## Herkunft des Wortes
Färinger ist aus dem dänischen færing entlehnt, welches wiederum auf das altnordische færeyingr zurückgeht, aus dem sich auch das neufäröische føroyingur gebildet hat, jeweils gleichbedeutend mit Bewohner der Färöer. Das altnordische Wort zerlegt sich fær-ey-ingr, deutsch „Schaf-Insel-Einwohner“.
-ing- ist ein in den germanischen Sprachen verbreitetes Suffix, das den Einwohner, Bewohner bezeichnet, vergleiche etwa aus dem deutschen Sprachraum den Ortsnamen Hedingen, der „bei den Angehörigen des Hadu/Hado“, „bei den Hadu/Hado-Leuten“ bedeutet. Auf den Färöern ist dieses Suffix heute noch lebendig, so heißt ein Bewohner des Ortes Klaksvík klaksvíkingur.
Die Ellipse (Weglassung) des Wortbestandteils oy „Insel“ in der färöischen Aussprache „föringur“ führte zum dänischen Begriff fær-ing. Im Dänischen lautet die Pluralform færinger. Diese wird im Deutschen – da es mit dem deutschen Bewohner-Suffix -er kontaminiert wird – auch im Singular verwendet.
Das früher im Deutschen oft verwendete Eigenschaftswort färingisch, das von Färinger abgeleitet ist, wird von Färingern und anderen Skandinaviern als falsch angesehen. Heute hat sich färöisch durchgesetzt.
Als Bezeichnung für das Volk ist im Deutschen das nach deutschen Wortbildungskriterien gebildete Färöer ebenfalls üblich.

## Geschichte
Zunächst wurden die Färöer um 625 von irischen Mönchen besiedelt, die dort als Einsiedler lebten und die Schafe auf die Insel brachten. Als die heidnischen Wikinger nach 825 dorthin kamen, trafen sie vielleicht noch die irischen Mönche an, welche spätestens dann vertrieben wurden, oder flüchteten. Oft wird aber davon ausgegangen, dass die Färöer zur Zeit der Landnahme nur noch von Schafen bewohnt waren.

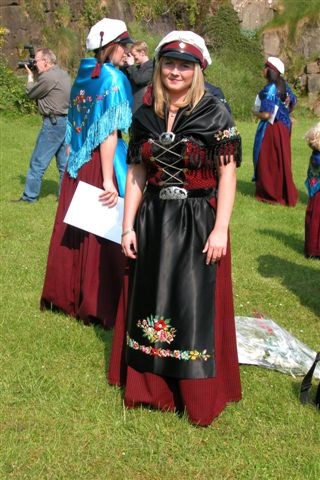
Junge Färingerin in traditioneller Tracht mit einer Mütze, die sie als frischgebackene Absolventin der Oberschule ausweist

Die nordischen Siedler kamen im Zuge der Landnahme als Emigranten aus Westnorwegen – die dialektalen Übereinstimmungen sind heute noch zahlreich  – und den norwegisch eroberten Gebieten Schottlands, Irlands und der Isle of Man. Dadurch kamen auch keltische Einflüsse ins Land, die sich nach Meinung vieler Färinger nicht nur an einigen Ortsnamen auf Suðuroy nachweisen lassen, sondern auch an einem gewissen Menschenschlag.
Ab 999 wurden die Färinger christianisiert, die Wikingerzeit auf den Färöern war vorbei, und die Inseln gerieten ab 1035 unter norwegische Herrschaft. Seit der Aufkündigung der Personalunion zwischen den Königreichen Norwegen und Dänemark 1814 im Kieler Frieden sind die Färinger endgültig Untertanen der dänischen Krone. Seit 1948 sind sie als sich selbst regierende Volksgemeinschaft innerhalb des Dänischen Reichs (dänisch: „Selvstyrende Folkesamfund i Det Danske Rige“) anerkannt. In den färöischen Personaldokumenten steht als Nationalität hinter Danmark deshalb Føroyingur, also: „Nationalität: Dänemark, Färinger“.
Heute leben auf den Färöern neben 5 % (ethnischen) Dänen auch (vergleichsweise) viele Grönländer, Isländer, Norweger, Briten und Polen, insgesamt Menschen aus 77 Nationen.
Viele der heutigen Färinger stammen auch von vereinzelten Einwanderern ab, die im 18. oder 19. Jahrhundert aus den skandinavischen Ländern und den britischen Inseln oder auch Deutschland kamen. Letzteres zeigt sich an bekannten Familiennamen wie von Elinborg Lützen. Andere deutschstämmige Familien kamen als Dänen ins Land, die dort schon ansässig waren, wie zum Beispiel im Falle der väterlichen Linie von V. U. Hammershaimb, dem die Färinger ihre Schriftsprache verdanken. Ein bekannter Fall sind auch die vielen Färinger mit dem Familiennamen Debes bzw. Debess. Sie alle sind mit Lucas Debes’ Schwester verwandt, die mit ihm aus Dänemark auf die Färöer kam.

## Gesellschaft und Kultur

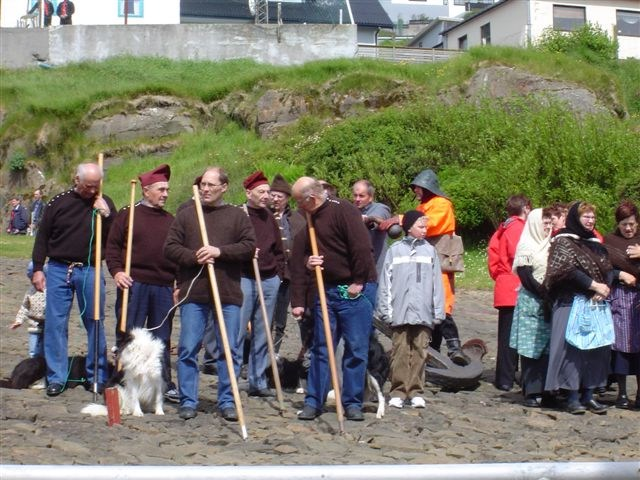
Färinger in der typischen Alltagskleidung mit dem braunen Schafswollpullover, dem sogenannten Fólkaflokstoyggja

Die Religion und die Kirche spielen im Alltag der Inselbewohner eine weitaus wichtigere Rolle als in den meisten europäischen Ländern. Färinger gelten als „skandinavisch zurückhaltend“, hilfsbereit und außerordentlich gastfreundlich. Durch die abgelegene Inselwelt und die relativ geringe Population ist man „unter sich“. Dabei verfügen die Färinger über ein ausgesprochen gutes Bildungs- und Sozialwesen und leben in einer modernen Industrie- und Dienstleistungsgesellschaft, die im Wesentlichen von der Fischerei abhängt. Andererseits haben sie mit dem färöischen Kettentanz ein mittelalterliches Relikt in die Alltagskultur der Neuzeit gerettet, das in Europa seinesgleichen sucht.
Das färöische Volk hat sich eine eigenständige Kunst-, Literatur-, Musik-, und Theaterszene geschaffen. Die Färinger gelten als besonders lesehungrig. In keinem Land der Erde werden so viele Buchtitel pro Kopf der Bevölkerung verlegt, wie auf den Färöern. Der färöische Kunstkritiker Bárður Jákupsson schrieb über seine Landsleute:

„Voraussetzung [für die Entfaltungs- und Wachstumsmöglichkeiten der Künstler in diesem kleinen Land] ist in erster Linie ein aktives Publikum. Die ca. 17.000 Einwohner ihrer Hauptstadt machen ein besonders engagiertes Kunstpublikum aus, wie man es wohl kaum sonst findet – Tórshavn müsste dafür eigentlich weltberühmt sein.“

Der dänische Kritiker Bent Irve schrieb:

„Es ist bemerkenswert, dass die färöischen Künstler – im Gegensatz zu ihren Kollegen in anderen kleinen Ländern – niemals über die Gefahr des Provinzialismus diskutieren. In dem Sinne ist man sich selbst genug, aber das nicht negativ gemeint. Die Angst vor dem Provinzialismus ist nämlich auf ihre Weise eine defätistische Angst, die zu nichts Kreativem gebraucht wird – hat man Angst davor, provinziell zu werden, so ist man es bereits –, die Angst selber ist provinziell.“